# Mudaison
Mudaison là một xã thuộc tỉnh Hérault trong vùng Occitanie phía nam nước Pháp. Xã này nằm ở khu vực có độ cao 4-21 mét trên mực nước biển. Dân số thời điểm năm 1999 là 2262 người.